# Pinguipes chilensis
El rollizo (Pinguipes chilensis), también llamado camote , camotillo o chuto, es una especie de pez actinopeterigio marino, de la familia de los pinguipédidos.

## Biología
Con el cuerpo alargado y una longitud máxima descrita de 51 cm. En la aleta dorsal tiene seis espinas y 28 radios blandos, mientras que en la aleta anal tiene una espina y 25 radios blandos. Se reproduce y desova durante la primavera. Es carnívoro, depredador de numerosas especies de pez de tamaño pequeño.

## Distribución y hábitat
Se distribuye por las costas de América del Sur al este del océano Pacífico, desde Tumbes (Perú) al norte, hasta la provincia de Magallanes (Chile) al sur. Son peces de agua templada marina, de comportamiento demersal en un rango de profundidad desde cerca de la superficie hasta los 100 m, con hábitat de fondos fangosos o fondos arenosos y rocosos.